# Charadraula geminella
Charadraula geminella is een vlinder uit de familie van de dominomotten (Autostichidae). De wetenschappelijke naam van de soort is, als Holcopogon geminellus, voor het eerst geldig gepubliceerd in 1915 door Pierre Chrétien.
Deze vlinder komt voor in Europa.

## Andere combinaties
- Hesperesta geminella (Chrétien, 1915) (geldige naam volgens Fauna Europaea)